# Ferme de Caestert

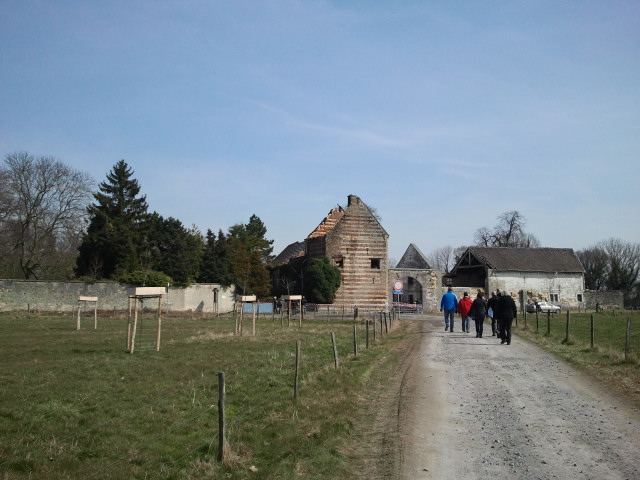
Ferme Caestert, avril 2013

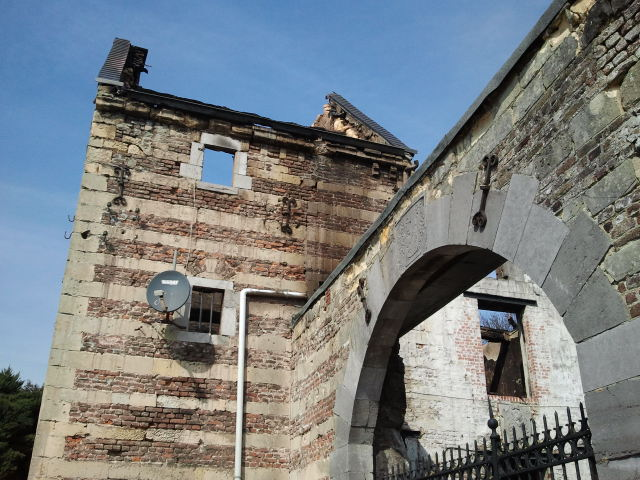
Hoeve Caestert, au lendemain de l'incendie du 1er avril 2013

La ferme de Caestert est une ferme située dans la partie wallonne de la montagne Saint-Pierre, également appelée plateau van Caestert, à environ 250 mètres au sud de la frontière avec Maastricht et presque directement adjacente à la commune flamande de Riemst. La ferme est située dans la zone protégée du thier de Caster.

## Historique
La ferme de Caestert faisait partie du château de Caestert, qui a brûlé en 1972. À côté du château et derrière la ferme se trouvait autrefois la chapelle de Caestert . La ferme a été construite dans le style Renaissance mosane. La clé de voûte au-dessus de l'entrée est datée de 1686 et permet d'accéder à la cour de la ferme. Après l'abandon de la ferme par le dernier occupant, Walther Duchateau, la ferme tombe en ruine. Natuurpunt Riemst a pu utiliser temporairement la ferme et la maison de gardien, jusqu'à ce qu'elles soient également détruites par un incendie le 1er avril 2013.
Dans les années qui ont suivi l'incendie de 2013, de nombreuses voix se sont élevées, en particulier dans la commune voisine de Riemst, pour réclamer la restauration de la ferme de Caestert. Face à cette mobilisation citoyenne, le gouvernement wallon a pris les choses en main et s'est engagé activement dans la rénovation du bâtiment.
Le 23 avril 2023, la ferme de Caestert ouvre ses portes au public pour la première fois depuis l'incendie de 2013. Cette renaissance s'est concrétisée sous la forme d'un centre d'accueil temporaire baptisé "Villa Castrum".